# マイケル・チコネッティ
マイケル・チコネッティ（Michael A. Cicconetti、1951年 - ）は、アメリカ合衆国の元裁判官。オハイオ州レイク郡ペインズビル市裁判所においてユニークな独自の判決を出したことで知られる。

## 経歴
チコネッティはイーグルスカウトで1964年にスカウトトループ64のメンバーとして賞を授与された。9人きょうだいの長男である彼は大学の費用捻出のために五大湖の鉱石船で甲板係やデッキウォッチとして働いた。セイントレオ大学では政治学を専攻して卒業後、クリーブランド州立大学法科大学院へ夜間通学しながら、ペインズビル市裁判所の書記となった。1980年に29歳で法学博士、弁護士として活動した後に1994年1月、43歳で任官。
2005年から2006年にかけてアメリカ裁判官協会会長になった。
2019年2月、年内に裁判官を辞めることが発表され、同年9月20日に退官した。

## ユニークな判決
チコネッティは日々被告人に対して刑務所に入るか一風変わった刑罰を受けるかの選択を提示した。その刑罰は被告人が犯した事件の被害者と同じ状況に置かれることがよくあった。ユニークな刑罰の発想は「法廷に立つと神が降りてくる」だからという。チコネッティは軽犯罪の裁判を担当しており、重犯罪を裁かないのは給料の割には拘束時間が長く、家族に会えないのは嫌だからとも語っている。
最初のユニークな判決は1990年代半ばの停止させられたスクールバスの事件に関連したものだった。冬の森に35匹の猫を捨てたオハイオ州の26歳の主婦、ミシェル・マレーには減刑と引き換えに森の中で一晩過ごす選択を提示した。マレーは捨てた公園への賠償金支払いや、いかなる動物も買うことも許されないことが課された。チコネッティは「動物たちにかわいそうなことをしてはいけません。私は彼女の将来の行動、また同じことを考えている人のための模範示したかった」と言った。騒音を起こした人には森の中で一日静かに過ごさせたり、ロックの代わりにクラシック音楽を聴かせるように命じたこともある。いずれの場合も犯行と処罰に関連性を持たせている。
『Cleveland Magazine』の新聞切り抜きによる調査によると、1999年から2015年の間にチコネッティが創造的な判決を提示した46人の被告人のうち1人の例外を除いて全員が判決を受けている。裁判官になって間もない頃から一風変わった判決を出しており、このようなことをするようになったのは他の裁判官の判決は効果的ではなくあまりもナンセンスだったからである。刑罰を被告人の意思で選ばさせ、辱しめを受けることで犯罪者は同じ過ちを繰り返さないようになる意図があった。
出される判決の性格は執行猶予の条件である。ユニークな判決は全米で次第に一般的となっていき、チコネッティの判決に影響を受けていると言う裁判官もいる。アメリカの犯罪者の再犯率が75パーセントの中、チコネッティが判決を下した犯罪者の再犯率は僅か10パーセントだった。他方でユニークな判決は必ずしも再犯防止につながっていないとの指摘もあり、上述の『Cleveland Magazine』が調査した46人の元被告の48％が、その多くが軽犯罪であるものの、後に別の問題を起こしているとされる。チコネッティはこの結果は知名度の高い被告人を調べただけけのもので全体の一片にすぎず、独創的な判決を受けた被告人の再犯率は10〜15％程度であるという見解を示した上で、「初犯者の第一の要素は愚かさだ」「どのような知性を持った人間であっても、一度でも愚かな失敗をすると、普通そのほとんどは次の失敗をしない」と述べている。
彼の哲学は次のように例示されている。
あなたが人と関わり、良い振る舞いを子供のように褒め称えると、相手の自尊心を高めることができる。わたしの司法哲学は、親のそれとさほど変わらない。わたしには5人の子供がいます。叩くこともできますが何が得られますか?ほとんどの人は良い人になりたいと思っているが、障害や習慣はほとんどない。わたしたちは習慣を変えて、障害を取り除かなければならない。それがわたしたちの仕事です。
一方、チコネッティの判決を受け入れた者の中には、「まったくもって惨めだ」と語る者もいる。チコネッティの判決によりニュースが報じられ、裁判所のオンライン記録システムで住所を特定されて赤の他人からの抗議の郵便が届くようになり、年月が経過してもデジタルタトゥーによる実害が生じている。チコネッティも社会情勢の変化を受け、後年はユニークな判決を下すことが少なくなった。

### 事例
- 飼い犬を射殺した男に、安全パトロール犬の格好で学校に行かせ、交通安全と薬物危険性について話せば減刑[14][15]。
- 銃弾が装填された銃を所持していた男に、死体安置所へ送られた死体を見せた[14][16]。
- 35匹の子猫を森に放置した女に、水以外は何も摂取せず一晩を過ごすよう命じた[注釈 3][1][10][10][14][17]。
- イエス・キリスト生誕図に666の落書きをした2人のティーンエイジャーに、「馬鹿なことをしてすみません。彼はとっても可愛いです」と書かれた看板とともに、ロバを連れて通りを歩かせた[18]。
- スクールバスのタイヤをパンクさせたティーンエイジャーに、そのせいで遠足が中止になった小学生のためにピクニックへ連れていくように命じた[9]。
- 交通違反を犯し、警官をブタ呼ばわりした男に禁固3日か、350ポンドのブタを連れさせて「これは警察官ではありません」と書かれた看板を持って2時間街頭に立てば減刑[1][9][12][7][15]。
- 成人向け書店からポルノビデオを盗んだ18歳の男に禁固30日と12か月の保護観察か、目隠しさせて店で「悪(ビデオ)を見るな」と書かれた看板を4時間に持たせ、高校卒業すれば刑を免除[9][7][15][19]。
- 性行為の勧誘をしていた男3人に「ペインズビルにチキンランチ(売春宿)はありません」と書かれた看板を持たせ、ニワトリの衣装を着させるよう命じた[1][20]。
- 2008年1月、250ドルが入った救世軍の集金用ケトルを盗んだ男に24時間ホームレス生活をするように命じた[21]。
- 教会で窃盗をした女に「この教会でコインを盗んだ」という文をコインで書かせ、教会に礼拝に来た一人ひとりに謝罪するよう命じた[22]。
- タクシー料金を踏み倒した女に、タクシーで移動した30マイルを48時間で歩くよう命じた[13][23]。
- 男性にペッパースプレーを噴射した女に30日の刑務所収監か、3日間の社会奉仕活動に従事して自らがペッパースプレーを噴射されるかを提示した。後者を選んで実際に噴射されたのは普通の水だった[24]。
- 人の住めない家に犬を放置した女に懲役90日か、レイク郡のゴミ埋立地で8時間働くかを提示。女は埋立地で働くことを選んだ[13]。
- 少年をベルトで殴った乳母は、児童虐待の結果についての記事を読まされ、裁判官、被害者の母、傍聴人を前にして法廷で議論させられた[9]。
- 飲酒運転で摘発された者にUberアプリのダウンロードを命じた[25]。

## 「トリビアの泉」への出演
かつて放送されていたフジテレビ系列の番組「トリビアの泉 ～素晴らしきムダ知識～」で紹介され、来日。東京都の繁華街である渋谷の落書きに対して、彼は建造物の外壁などにの落書きをした者は「上半身に自分がやった落書きと同じものを書かれ一日この街を歩かされるか、日本国の軽犯罪法で処されるかどちらかを選びなさい」という架空のユニークな判決を下し、帰国した。